# 鳥取市立岩倉小学校
鳥取市立岩倉小学校（とっとりしりつ いわくらしょうがっこう）は、鳥取県鳥取市立川町七丁目にある公立小学校。

## 概要
1981年稲葉山小学校と面影小学校の児童急増に伴い、両校から分離し設立された。

## 沿革
かつては校地が鳥取市と旧岩美郡国府町の境界線を跨いでおり、近隣の国府町側の児童は1.5km離れた国府町立宮ノ下小学校まで通っていた（特に国府町新通り四丁目は岩倉小を通り越す位置関係にある）。2004年に国府町が鳥取市へ編入されたことにより校区再編成が可能になり、2009年に実現した。
- 1981年（昭和56年）4月2日 - 稲葉山小学校と面影小学校から分離し、旧邑法第一中学校校舎を改修し開校。
- 1981年6月10日 - 校章制定。
- 1982年（昭和57年）2月16日 - 校歌制定。
- 1998年（平成10年）5月 - 新校舎竣工。
- 2009年（平成21年）4月1日 - 地理的事情により旧国府町の一部通学区域を宮ノ下小学校から分離し編入。
- 2010年（平成22年）11月13日 - 創立30周年記念式典挙行。

## 通学区域
- 岩倉、大杙（東扇町）、桜谷（桜ヶ丘団地）、立川町六丁目（立六西を除く）、立川町七丁目、東今在家（東今在家団地）、卯垣、卯垣四丁目
- ※2009年4月1日から、国府町奥谷三丁目の一部、国府町新通り一丁目、国府町新通り二丁目、国府町新通り三丁目、国府町新通り四丁目、国府町分上一丁目、国府町分上二丁目、国府町分上三丁目、国府町分上四丁目が地理的事情により宮ノ下小学校から岩倉小学校に変更された。

## 進学先中学校
- 鳥取市立東中学校

## 交通アクセス
- JR山陰本線 鳥取駅：鳥取駅バスターミナル 日ノ丸バス稲葉ヶ丘・中河原線（路線番号：80・81・82・83・84・85）「岩倉」バス停より200m
- JR山陰本線 鳥取駅：鳥取駅バスターミナル 日交バス桜谷市立病院線（路線番号：78H）「新通り」バス停より350m

## 校区内の主な施設
- LIMNO本社（隣接）
- 青翔開智中学校・高等学校（隣接地の旧国立療養所鳥取病院跡にて2014年開校）
- マルイナチュラルガーデン国府
- ナフコ東鳥取店